# Expedition der Stachelbeeren
Expedition der Stachelbeeren ist eine amerikanische Zeichentrickserie, die Klasky Csupo für Nickelodeon produzierte. Sie zeigt die Abenteuer der Tierfilmer-Familie Stachelbeere  aus Sicht ihrer jüngsten Tochter Eliza, die mit Tieren sprechen kann. Die amerikanische Erstausstrahlung war im Oktober 1998. Es war die erste halbstündige Zeichentrickserie von Nickelodeon. Das deutsche ‚Stachelbeere‘ ist keine wörtliche Übersetzung des Originaltitels The Wild Thornberrys.
Einige bekannte Schauspieler hatten eine Gastrolle als sprechendes Tier, darunter Bruce Willis und Hector Elizondo. Die Serie wurde 2001 für einen Emmy nominiert. Zur Serie erschien 2002 der Kinofilm Die Abenteuer der Familie Stachelbeere. 2003 traf Familie Stachelbeere im Kinofilm Die Rugrats auf Achse auf  die Rugrats.

## Handlung und Charaktere
Heinrich Archibald (orig. Nigel) und seine Frau Marianne Hunter Stachelbeere reisen in ihrem multifunktionalen Wohnmobil um die Welt, um Wildtierdokumentationen zu drehen, wobei Heinrich als Sprecher und Marianne als Kamerafrau fungiert. Sie werden begleitet von ihren drei Kindern. Die ältere Tochter Deborah, genannt „Debbie“, ist ein typischer Teenager, die sich nach dem Stadtleben sehnt und nichts mehr hasst als Tiere und Natur. Die jüngere Tochter, die entdeckungsfreudige Elizabeth oder kurz „Eliza“, ein Mädchen mit roten Zöpfen, Sommersprossen, Zahnspange und starker Brille, ist dagegen begeistert von der Natur, vor allem, als sie nach dem Zusammentreffen mit einem afrikanischen Medizinmann entdeckt, dass sie insgeheim mit Tieren sprechen kann. Pflegesohn Donald Michael wurde von Orang-Utans aufgezogen, bevor er in die Obhut von Heinrich und Marianne kam. „Donnie“ kann nur aufgeregtes, unverständliches Gebrabbel von sich geben. Der letzte Mitreisende ist Darwin, ein Schimpanse und bester Freund von Eliza. Er hat sich gut ans Menschenleben gewöhnt, mag Käsechips und ist kein Freund von jeglicher Aufregung.
Eliza Stachelbeere trifft in jeder Episode auf eine Tierart, der sie helfen muss. Oft ist es eine bedrohte Tierart, die sie vor Wilderern oder anderen Tieren beschützen muss, oder es sind Tiere aus einer Region, in der Wasser und Nahrung knapp sind, oder es ist ein Junges, das seine Mutter verloren hat. Manchmal ist es aber auch Eliza, die durch ihr Eingreifen erst Probleme schafft. Meistens bringt sie sich während der Episode in eine gefährliche Lage, aus der sie sich nur mühselig retten kann, oft mit Hilfe des äußerst ängstlichen und an einen komfortablen Lebensstil gewöhnten Schimpansen Darwin. Ständige Nebengeschichten sind auch ihr Zwist mit der Teenagerschwester Debbie und die Unfälle, die Heinrich Stachelbeere beim Filmen passieren.

## Deutsche Fassung
| Figur                 | Originalsprecher | Deutscher Sprecher |
| --------------------- | ---------------- | ------------------ |
| Eliza Stachelbeere    | Lacey Chabert    | Angela Quast       |
| Marianne Stachelbeere | Jodi Carlisle    | Ela Nitzsche       |
| Heinrich Stachelbeere | Tim Curry        | Eberhard Haar      |
| Debbie Stachelbeere   | Danielle Harris  | Anne Moll          |
| Darwin                | Tom Kane         | Holger Potzern     |
| Donnie Stachelbeere   | Flea             | Flea               |

Am 10. Juli 2001 wurde die Serie erstmals im KiKA gezeigt, es folgten Wiederholungen im ZDF und im KiKA. Mit dem Start von NICK am 12. September 2005 wechselte Expedition der Stachelbeeren dorthin und wurde fortan montags bis freitags um 12:00 Uhr gezeigt, dieser Ausstrahlungsturnus endete am 7. August 2006. Zudem war Expedition der Stachelbeeren am 12. September 2005 die erste Sendung, die nach dem Sendestart von NICK um 6:00 Uhr auf Sendung ging. Ab dem 29. Januar 2007 folgte eine werktägliche Ausstrahlung der Sendung um 11:00 Uhr, ebenfalls auf NICK. Die letzte in diesem Ausstrahlungsturnus gezeigte Folge war am 27. April 2007 zu sehen. Danach folgte eine letzte Ausstrahlung des Vierteilers Donalds Herkunft am 14. November 2007 zur Primetime 20:15 Uhr als Film, ehe die Sendung bis heute ins Archiv verschwand. Lediglich am 7. August 2012 wurde der Vierteiler Donalds Herkunft erneut gezeigt, im Rahmen eines Klassik-Cartoon-Wochenende, welches auf dem inzwischen als Nickelodeon bekannten Sender NICK veranstaltet wurde.